# Moondog Matinee
| Críticas profissionais | Críticas profissionais |
| Avaliações da crítica  | Avaliações da crítica  |
| Fonte                  | Avaliação              |
| ---------------------- | ---------------------- |
| allmusic               | 2 de 5 estrelas.       |
| Robert Christgau       | B+                     |

Moondog Matinee é o quinto álbum de estúdio do grupo de rock The Band. Lançado em 1973, é formado inteiramente por versões de canções R&B e blues admiradas pela banda. A única exceção a esses dois estilos é a música-tema do filme The Third Man.
A ideia era replicar os setlists do grupo em meados dos anos 60, quando eles eram conhecidos como Levon an the Hawks e tocavam em clubes do Canadá e Estados Unidos. O resultado final, obviamente, ficou longe disso. Das dez faixas apenas uma, "Share You Love (With Me)" era tocada pelo grupo em seus primórdios. 

## Faixas
1. "Ain't Got No Home"
2. "Holy Cow"
3. "Share Your Love (With Me)"
4. "Mystery Train"
5. "Third Man Theme"
6. "The Promised Land"
7. "The Great Pretender"
8. "I'm Ready"
9. "Saved"
10. "A Change Is Gonna Come"

## Créditos
- Rick Danko – baixo, guitarra rítmica, vocais
- Levon Helm – bateria, baixo, guitarra rítmica, vocais
- Garth Hudson – órgão, piano, acordeão, sintetizador, clavinete, saxofone tenor
- Richard Manuel – piano acústico e elétrico, bateria, vocais
- Robbie Robertson – guitarra
- Billy Mundi - bateria em "Ain't Got No Home" and "Mystery Train"
- Ben Keith - pedal steel em "The Promised Land"
- Mark Harman - engenheiro-de-som
- Jay Ranellucci - engenheiro-de-som
- John Wilson - engenheiro-de-som
- Edward Kasper - arte de capa